# أنترهيلبو

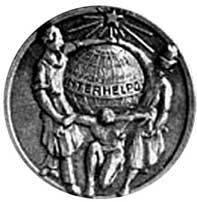
شعار المساعدة العمالية الدولية - إنترهيلبو.

إنترهيلبو أو «المساعدة العمالية الدولية» كانت تعاونية صناعية للعمال والمزارعين ( الإسبرانتو والإيديست ) بين عامي 1923 و1943، أنشئت لغرض خاص وهو المساعدة في بناء الاشتراكية في قيرغيزستان السوفيتية . تم إنشاء الإطار القانوني لهجرة القوى العاملة من الغرب إلى الاتحاد السوفييتي من خلال قرار بشأن «المساعدة العمالية لروسيا السوفييتية» (proletarskaya pomoshch' sovetskoy Rossii) الذي اعتمده المؤتمر العالمي الرابع للشيوعية الدولية (1922).
في الأول من مايو عام 1923، تأسست منظمة إنترهيلبو - اختصار لـ «المساعدة العمالية الدولية» - في مدينة جيلينا بتشيكوسلوفاكيا (سلوفاكيا الآن) بمبادرة من البلشفي التشيكوسلوفاكي «رودولف بافلوفيتش ماريتشيك» ، الذي شارك بنشاط في المعارك ضد الباسماشيين وكان محرر صحيفة «زاريا سفوبودي» ("فجر الحرية"). كانت هناك تعاونيات زراعية تشيكوسلوفاكية أخرى تأسست بهدف بناء الاشتراكية في الاتحاد السوفييتي.
منذ عام 1925 فصاعدًا، نقلت القطارات من محطة السكك الحديدية في جيلينا 1078 شخصًا (بشكل أساسي التشيك والسلوفاك ، ولكن أيضًا المجريون والروثينيون وجنسيات أخرى، بما في ذلك الأعضاء المباشرين وعائلاتهم) إلى قيرغيزستان.

## الأنشطة في قرغيزستان
قام أعضاؤها بتصنيع العديد من المنتجات في «المرج الأخضر». كما شارك السياسي السلوفاكي الشهير «ألكسندر دوبتشيك» في هذه التعاونية في شبابه.
ومن أبرز مشاريع التعاونية:
- في عام 1925: محطة توليد طاقة كهربائية.
- في عام 1927: مصنع للنسيج.
- في عام 1928: مصنع صهر.
- مصنع اثاث.
- سكك حديدية والمستشفيات والمبنى الحكومي الرئيسي في عاصمة قرغيزستان.
- نادي ومكان ثقافي (klub pařížských komundartů) [6]

في عام 1925، تم إعلان إنترهيلبو أفضل تعاونية في الاتحاد السوفيتي. وفي مرحلة ما، كانت تنتج 20 في المائة من المنتجات الصناعية في قيرغيزستان.
في عام 1927، شكل أعضاء التعاونية فرقة مسرحية، قدمت مسرحيات تحت إشراف المخرج المسرحي «إدوارد بيرينجر» في مسرح باللغة التشيكية والسلوفاكية والمجرية ولغات أخرى.
في عام 1930، قام الصحفي التشيكوسلوفاكي يوليوس فوتشيك بزيارة التعاونية.
بحلول عام 1932، كانت الجمعية التعاونية تضم أعضاء من خلفيات مختلفة، تم توظيف العديد منهم من داخل قيرغيزستان السوفيتية: 223 روسيًا، و92 تشيكيًا، و66 أوكرانيًا، و43 سلوفاكيًا، و37 قرغيزيًا، و26 ألمانيًا، و22 مجريًا، و3 من الأويغور (كاسغار)، و2 من الأوزبك، و2 من موردوفيا، و2 من التتار، وواحد يهودي الديانة، وأرماني، وروسي.
في عام 1943، أثناء الحرب العالمية الثانية، تم نقل ممتلكات تعاونية إنترهيلبو إلى أيدي الدولة.